# Liste der Mittelgebirge in Deutschland
Die Liste der Mittelgebirge in Deutschland enthält eine Auswahl der Mittelgebirge in Deutschland. Daneben enthält die Liste zu jedem aufgeführten Gebirge die höchste Erhebung, deren Höhe in Meter (m) über Normalhöhennull (NHN)

## Erläuterung Tabelle
Höhe
Die Tabelle ist nach Höhe (wenn nicht anders angegeben laut BfN) in Metern (m) über Normalhöhennull (NHN) sortiert.
Fläche
Da bei manchen Gebirgen keine genauen Abgrenzungen zu benachbarten Höhenzügen erkennbar sind, werden die Gebirge in verschiedene Stufen gegliedert. Bei Grenzfällen (innerhalb 20 %) bis zur nächsten Stufe werden immer zwei Kennziffern angegeben.
| Flächengröße    | Stufe |
| --------------- | ----- |
| 1 – 50 km²      | 1.    |
| 51 – 150 km²    | 2.    |
| 151 – 500 km²   | 3.    |
| 501 – 1500 km²  | 4.    |
| 1501 – 5000 km² | 5.    |
| Über 5000 km²   | 6.    |

Reliefenergie
Nach wie vor erfolgt die gängigste Einteilung der Gebirgszüge über den Höhenunterschied zwischen Gebirgsfuß und höchstem Gipfel, die sogenannte Reliefenergie.
Manche Quellen erwarten eine Reliefenergie von 200 Metern, andere 300 Meter oder sogar 500 Meter. Die Reliefenergie (maximaler Höhenunterschied innerhalb eines bestimmten Umkreises) ist in der Liste auf Basis von Kreisflächen mit einem Durchmesser von 12,5 km ermittelt. Es gibt im deutschen Mittelgebirgsraum keine übliche Bezugsflächengröße für die Ermittlung der Reliefenergie. In den USA werden 10 Meilen (ca. 16 km) als Maßstab verwendet. Werte über 15 km würden in Deutschland manchen kleineren Höhenzug vollständig einschließen und die Werte größer werden lassen als für den jeweiligen Höhenzug typisch wäre. 10 Kilometer sind nicht ausreichend, da wenig profilierte Gebirge mit flachem Anstieg zu geringe Werte gegenüber steilhängigeren Bergländern erhalten würden; ein Durchmesser von 12,5 km jedoch wird den meisten Gebirgen gerecht. Zwecks der Übersichtlichkeit befinden sich die Ausgangspunkte und die Koordinaten für die Ermittlung der Reliefenefergie nur im Artikel Liste der Gebirge und Höhenzüge in Deutschland.
Dominanz und Schartenhöhe
Die Schartenhöhe gibt an, wie tief ein Gipfel herausgearbeitet ist, die Dominanz, wie weit dieser von einem höheren entfernt ist, und die Höhe, wie weit er selbst andere zu überragen vermag. Diese Größen sind messbar und damit objektiv und einheitlich, einfach zu erheben und nahtlos anwendbar für die gesamte Erde, vom Achttausender bis zum Küstenhügel.
Siehe auch: Dominanz (Geographie)
Siehe auch: Schartenhöhe

## Kriterien
| Höhe       | Fläche | Reliefenergie   | Dominanz    | Schartenhöhe |
| ---------- | ------ | --------------- | ----------- | ------------ |
| bis 1500 m | 2–3    | mind. 250 Meter | mind. 15 km | mind. 150 m  |

350 Meter Reliefenergie werden sowohl den kleineren Höhenzügen als auch den höheren Gebirgszügen gerecht. Bei der Dominanz sind 15 km der optimale Richtwert, da ein Gebirge die umliegenden Höhenzüge überschreiten muss. Eine Herabsetzung dieses Wertes würde die Liste nur quantitativ erweitern, eine Erhöhung den Wegfall wichtiger Gebirge bedeuten. Bei der Schartenhöhe liegt das Kriterium bei 150 Metern. Eine Hinauf- bzw. Herabsetzung würde die Liste verwässern bzw. einige wichtige und bekannte Gebirge, wie z. B. das Thüringer Schiefergebirge, würden wegfallen. Auch die Fläche ist für die Ermittlung relevant, da kleine Ein-Berg-Höhenzüge kein Mittelgebirge darstellen. Das Kriterium für die Fläche ist die Stufe 2–3.

## Liste
| Bild | Gebirge                   | Höchste Erhebung   | Höhe in m | Fläche in Stufen | Reliefenergie in m | Dominanz in km | Schartenhöhe in m | Land       | Bergliste |
| ---- | ------------------------- | ------------------ | --------- | ---------------- | ------------------ | -------------- | ----------------- | ---------- | --------- |
|      | Schwarzwald               | Feldberg           | 1494      | 6                | 1171               | 97             | 932               | BW         | Liste     |
|      | Bayerischer Wald          | Großer Arber       | 1456      | 6                | 1046               | 146            | 1027              | BY         | Liste     |
|      | Erzgebirge                | Fichtelberg        | 1215      | 6                |                    | 131            | 764               | SN         | Liste     |
|      | Harz                      | Brocken            | 1141      | 5                | 949                | 224            | 855               | ST, TH, NI | Liste     |
|      | Fichtelgebirge            | Schneeberg         | 1051      | 4–5              | 665                | 89             | 474               | BY         | Liste     |
|      | Schwäbische Alb           | Lemberg            | 1016      | 6                | 550                | 36             | 446               | BW, BY     | Liste     |
|      | Thüringer Wald            | Großer Beerberg    | 982       | 4                |                    | 103            | 389               | TH         | Liste     |
|      | Rhön                      | Wasserkuppe        | 950       | 4–5              | 728                | 60             | 585               | HE, TH, BY | Liste     |
|      | Oberpfälzer Wald          | Kreuzfelsen        | 938       | 5                | 569                | 19             | 549               | BY         | Liste     |
|      | Taunus                    | Großer Feldberg    | 881       | 5                | 747                | 101            | 670               | HE, RP     | Liste     |
|      | Thüringer Schiefergebirge | Großer Farmdenkopf | 869       | 4                |                    | 21             | 171               | TH         | Liste     |
|      | Rothaargebirge            | Langenberg         | 843       | 5                | 535                | 115            | 559               | NW, HE     | Liste     |
|      | Hunsrück                  | Erbeskopf          | 816       | 5                | 627                | 113            | 572               | RP         | Liste     |
|      | Vogelsberg                | Taufstein          | 773       | 4                | 591                | 44             | 406               | HE         | Liste     |
|      | Fulda-Werra-Bergland      | Kasseler Kuppe     | 753       | 4                | 615                | 58             | 426               | HE         | Liste     |
|      | Eifel                     | Hohe Acht          | 746       | 6                | 571                | 63             | 525               | RP         | Liste     |
|      | Kellerwald                | Wüstegarten        | 675       | 3–4              | 500                | 36             | 316               | HE         | Liste     |
|      | Pfälzerwald               | Kalmit             | 672       | 5                | 561                | 36             | 388               | RP         | Liste     |
|      | Ebbegebirge               | Nordhelle          | 663       | 3                | 488                | 28             | 258               | NW         | Liste     |
|      | Westerwald                | Fuchskaute         | 657       | 5                | 458                | 28             | 222               | RP, HE     | Liste     |
|      | Fränkische Alb            | Dürrenberg         | 656       | 6                |                    | 18             | 203               | BY         | Liste     |
|      | Knüllgebirge              | Eisenberg          | 635       | 3                | 430                | 33             | 271               | HE         | Liste     |
|      | Odenwald                  | Katzenbuckel       | 627       | 5                | 509                | 71             | 251               | BW, HE, BY | Liste     |
|      | Habichtswälder Bergland   | Hohes Gras         | 614       | 3                | 476                | 29             | 290               | HE         | Liste     |
|      | Mainhardter Wald          | Hohe Brach         | 587       | 3                | 386                | 35             | 159               | BW         | Liste     |
|      | Spessart                  | Geiersberg         | 586       | 5                | 444                | 48             | 206               | BY, HE     | Liste     |
|      | Solling                   | Große Blöße        | 527       | 3                | 445                | 45             | 332               | NI         | Liste     |
|      | Haßberge                  | Nassacher Höhe     | 512       | 3                | 275                | 22             | 188               | BY         | Liste     |
|      | Steigerwald               | Scheinberg         | 498       | 4                | 321                | 20             | 159               | BY         | Liste     |
|      | Alfelder Bergland         | Bloße Zelle (Hils) | 480       | 4                | 409                | 18             | 237               | NI         | Liste     |
|      | Reinhardswald             | Staufenberg        | 472       | 3                | 359                | 17             | 220               | HE         | Liste     |
|      | Calenberger Bergland      | Hohe Egge (Süntel) | 442       | 4                | 383                | 21             | 312               | NI         | Liste     |
|      | Wiehengebirge             | Heidbrink          | 319       | 2–3              | 280                | 26             | 240               | NI, NW     | Liste     |